# Tournarchaediscus
Tournarchaediscus es un género de foraminífero bentónico de la subfamilia Archaediscinae, de la familia Archaediscidae, de la superfamilia Archaediscoidea, del suborden Fusulinina y del orden Fusulinida. Su especie tipo es Tournarchaediscus lysi. Su rango cronoestratigráfico abarca el Viseense (Carbonífero inferior).

## Discusión
Algunas clasificaciones más recientes incluyen Tournarchaediscus en el Suborden Archaediscina, del Orden Archaediscida, de la Subclase Afusulinana y de la Clase Fusulinata.

## Clasificación
Tournarchaediscus incluye a las siguientes especies:
- Tournarchaediscus lysi †